# ماهيش ثاكور
ماهيش ثاكور هو ممثل هندي، ولد في 1 أكتوبر 1969 بمومباي في الهند.

## وصلات خارجية
- ماهيش ثاكور على موقع IMDb (الإنجليزية)
- ماهيش ثاكور على موقع قاعدة بيانات الفيلم (الإنجليزية)